# Guillermo Gallardo
Guillermo Gallardo Barría; (Ancud, 1839 - Puerto Montt, 22 de enero de 1912). Comerciante y político radical chileno. Hijo de Antonio Gallardo y Marcelina Barría, una familia hispánica avencidada en la isla de Chiloé. Contrajo matrimonio con Marta Tellez.
Sus padres lo enviaron a Santiago de Chile|Santiago para que estudiara en la Escuela de Preceptores, donde obtuvo el cartón de maestro normalista (1859), trasladándose luego a hacer clases a Huelmo.
Se trasladó a la naciente ciudad de Puerto Montt, siguiendo su profesión de maestro de escuela. En 1861 llegó a ser Director de la Escuela de Puerto Montt.
Miembro del Partido Conservador. Fue Regidor del Cabildo de Puerto Montt en tres oportunidades (1864, 1870-1873 y 1885).
Desligado ya de la actividad docente, se desempeñó tanto en política como en actividades comerciales. Contribuyó a la creación del Banco Llanquihue, hoy Banco de Crédito e Inversiones (1887).
Elegido Alcalde de la Municipalidad de Puerto Montt (1891-1894), siendo el primer alcalde elegido con la nueva Ley de Comuna Autónoma.